# Matt Clark
Matthew 'Matt' Clark (Dartford, 4 april 1968) is een Engelse darter. Zijn bijnaam is Superman.
Clark deed mee aan de World Professional Darts Championship 1996. In de eerste ronde won hij van Paul Hogan uit Engeland met 3-2 en in de tweede ronde van Raymond van Barneveld met 3-1. In de kwart finale verloor Clark van Les Wallace uit Schotland met 1-4. Een jaar later de Clark mee aan de World Professional Darts Championship 1997. In de eerste ronde verloor hij van Andy Fordham uit Engeland met 2-3. Op het World Professional Darts Championship 1998 verloor Clark in de eerste ronde van Mervyn King uit Engeland met 0-3. Op het World Professional Darts Championship 1999 verloor hij in de eerste ronde van Paul Williams uit Engeland met 2-3. 
Op het World Professional Darts Championship 2000 won Clark in de eerste ronde van Wayne Mardle uit Engeland met 3-1, maar in de tweede ronde verloor hij van Chris Mason uit Engeland met 2-3. Op het World Professional Darts Championship 2001 won Clark in de eerste ronde van Steve Alker uit Wales met 3-0, maar in de tweede ronde verloor hij van Kevin Painter uit Engeland met 2-3. Een jaar later de Clark mee aan de World Professional Darts Championship 2002. In de eerste ronde verloor hij van Marko Pusa uit Finland met 1-3. Een jaar later de Clark mee aan de World Professional Darts Championship 2003. In de eerste ronde verloor hij van Raymond van Barneveld met 1-3.
In 2003 stapte Clark over naar de PDC. Hij deed voor het eerst mee aan PDC World Darts Championship 2006. In de eerste ronde won hij van Ken Woods uit Canada met 3-0 maar in de tweede ronde verloor hij van Phil Taylor uit Engeland met 1-4. Op het PDC World Darts Championship 2007 verloor hij in de eerste ronde van Mick McGowan uit Ierland met 1-3. Op het PDC World Darts Championship 2008 verloor hij in de eerste ronde van Roland Scholten met 2-3. Op het PDC World Darts Championship 2009 verloor hij in de eerste ronde van Kevin Painter met 2-3. Op het PDC World Darts Championship 2010 verloor hij in de eerste ronde van Mervyn King met 0-3.
Na een aantal jaren het World Darts Championship niet gehaald te hebben, deed Clark weer mee op het PDC World Darts Championship 2014. Clark verloor in de eerste ronde van Vincent van der Voort met 1-3.

## Resultaten op Wereldkampioenschappen

### BDO
- 1996: Kwartfinale (verloren van Les Wallace 1-4)
- 1997: Laatste 32 (verloren van Andy Fordham 2-3)
- 1998: Laatste 32 (verloren van Mervyn King 0-3)
- 1999: Laatste 32 (verloren van Paul Williams 2-3)
- 2000: Laatste 16 (verloren van Chris Mason met 2-3)
- 2001: Laatste 16 (verloren van Kevin Painter met 1-3)
- 2002: Laatste 32 (verloren van Marko Pusa met 1-3)
- 2003: Laatste 32 (tegen Raymond van Barneveld met 1-3)

### PDC
- 2006: Laatste 32 (verloren van Phil Taylor met 1-4)
- 2007: Laatste 64 (verloren van Mick McGowan met 1-3)
- 2008: Laatste 64 (verloren van Roland Scholten met 2-3)
- 2009: Laatste 64 (verloren van Kevin Painter met 2-3)
- 2010: Laatste 64 (verloren van Mervyn King met 0-3)
- 2014: Laatste 64 (verloren van Vincent van der Voort met 1-3)

### WSDT (Senioren)
- 2024: Laatste 32 (verloren van Scott Mitchell met 1-3)

## Resultaten op de World Matchplay

### PDC
- 2005: Laatste 32 (verloren van Roland Scholten met 7-10)
- 2006: Laatste 32 (verloren van Adrian Lewis met 6-10)
- 2008: Kwartfinale (verloren van James Wade met 12-16)

### WSDT (Senioren)
- 2024: Laatste 16 (verloren van Martin Adams met 6-8)